# Xiajiang (ort i Kina)
Xiajiang är en ort i Kina. Den ligger i provinsen Guizhou, i den sydvästra delen av landet, omkring 230 kilometer sydost om provinshuvudstaden Guiyang. Antalet invånare är 1 198.